# Абель Камара
Абель Камара (порт. Abel Camará, нар. 6 січня 1990, Бісау) — футболіст Гвінеї-Бісау, нападник клубу «Белененсеш».
Виступав, зокрема, за клуби «Белененсеш» та «Бейра-Мар», а також національну збірну Гвінеї-Бісау.

## Клубна кар'єра
Народився 6 січня 1990 року в місті Бісау.
У дорослому футболі дебютував 2009 року виступами за команду клубу «Белененсеш». 
Протягом 2009—2010 років захищав кольори команди клубу «Ештрела».
Своєю грою за останню команду знову привернув увагу представників тренерського штабу клубу «Белененсеш», до складу якого повернувся 2010 року. Цього разу відіграв за клуб Лісабона наступні два сезони своєї ігрової кар'єри.
У 2012 році виступав за клуб «Бейра-Мар», у складі якого провів наступний рік своєї кар'єри гравця. Більшість часу, проведеного у складі «Бейра-Мар», був основним гравцем атакувальної ланки команди.
Згодом з 2013 по 2016 рік грав у складі команд клубів «Петролул», «Белененсеш» та «Аль-Фейсалі».
До складу клубу «Белененсеш» знову повернувся 2016 року. Відтоді встиг відіграти за клуб Лісабона 14 матчів в національному чемпіонаті.

## Виступи за збірні
Протягом 2011–2012 років залучався до складу молодіжної збірної Португалії. На молодіжному рівні зіграв у 10 офіційних матчах, забив 3 голи.
У 2010 році дебютував в офіційних матчах у складі національної збірної Гвінеї-Бісау. Наразі провів у формі головної команди країни 1 матч.
У складі збірної був учасником Кубка африканських націй 2017 року у Габоні.